# Dirk Bach

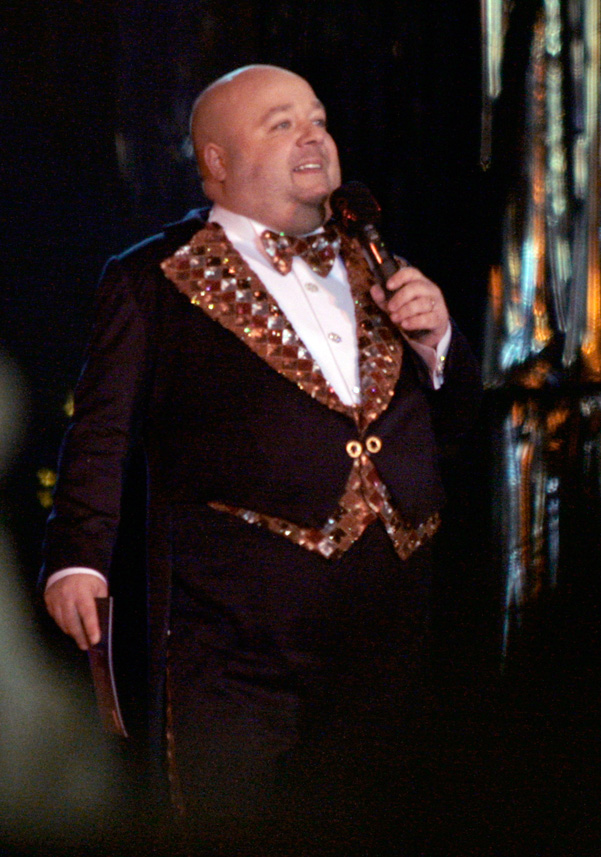
Dirk Bach, Moderation des Life Ball 2009

Dirk Bach (* 23. April 1961 in Köln; † 1. Oktober 2012 in Berlin) war ein deutscher Schauspieler, Synchronsprecher, Entertainer, Moderator und Komiker.

## Leben

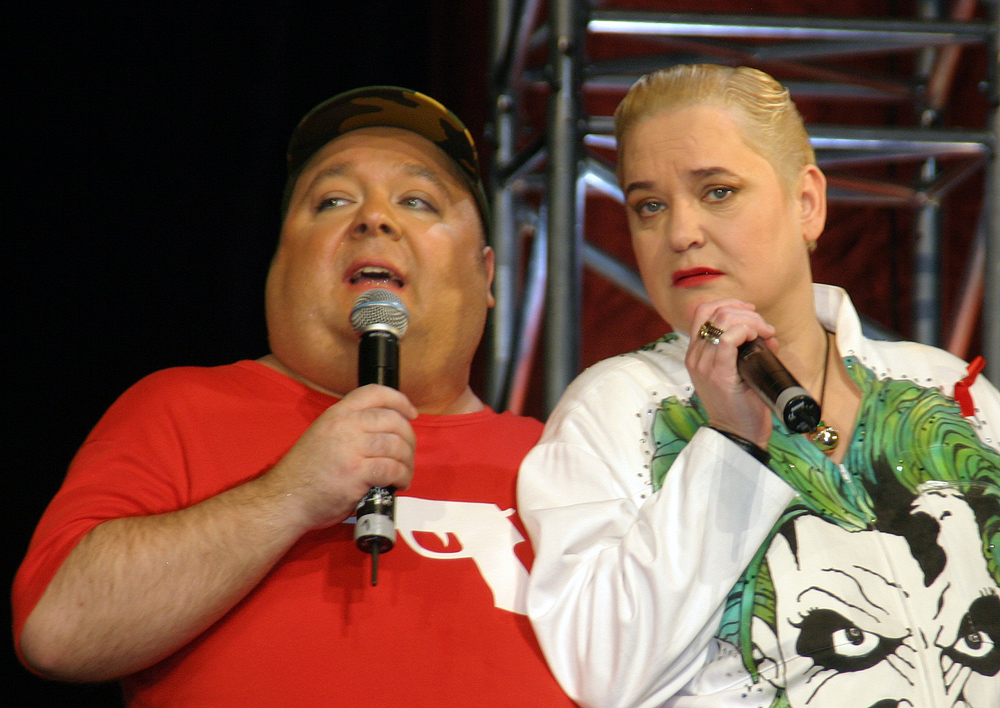
Dirk Bach mit Hella von Sinnen beim Benefiz-Konzert Cover me in Köln 2006

Der Sohn des Messingenieurs und Heimatforschers Willi Bach und der Sachbearbeiterin Trude Bach, die beide beim WDR angestellt waren und in einem Haus in Köln-Heimersdorf lebten, kam früh mit Museen und dem Theater in Kontakt. Dirk Bach bekam seine erste Theaterrolle 1978 vom Kölner Intendanten Hansgünther Heyme in Heiner Müllers Prometheus. 1980 beendete er seine Schulausbildung an der Gesamtschule Köln-Chorweiler mit der mittleren Reife.
Seine Bühnenerfahrungen sammelte Bach in Studententheatern, der Off-Theater-Szene und in mehreren freien Theatergruppen. Diese führten ihn unter anderem nach Amsterdam, Brüssel, London, New York City, Utrecht und Wien. 1985 erhielt Bach den Max-Ophüls-Förderpreis. Mitte der 1980er Jahre trat er in Walter Bockmayers Theaterstück Geierwally auf, dies wurde sein Durchbruch als Komödiant. 1988 erhielt er ein Engagement am Improvisationstheater Springmaus. 1992 wurde er festes Mitglied im Ensemble des Schauspiel Köln. Er war sowohl im komischen als auch im ernsten Theaterfach zu Hause.
Einem breiteren Publikum wurde er 1992 mit der Dirk Bach Show bekannt, die von RTL und später von Super RTL ausgestrahlt wurde. Es folgten die Serien Lukas (1996–2001, ZDF) und Der kleine Mönch (2002, ZDF). Von 2000 bis 2007 trat Bach als „Pepe“ in der Sesamstraße auf. Er war Sprecher in der Zeichentrickserie Oggy und die Kakerlaken und gab den Figuren der Serie Tom und das Erdbeermarmeladebrot mit Honig seine Stimme. In verschiedenen Hörbüchern las Bach Werke von Walter Moers, Terry Pratchett oder Franz Kafka, aber auch Kinderbücher wie Urmel aus dem Eis von Max Kruse. Er lieh u. a. auch Käpt’n Sharky in der gleichnamigen Hörspielreihe seine Stimme.
Gemeinsam mit Sandra Maischberger moderierte er 2002 den Deutschen Fernsehpreis. Von 2004 bis 2012 moderierte er zusammen mit Sonja Zietlow die RTL-Sendung Ich bin ein Star – Holt mich hier raus!. 2005 saß Bach im Ratepanel der 5-Millionen-SKL-Show. Weihnachten 2005 strahlte Sat.1 eine Verfilmung von Urmel aus dem Eis mit Bach in der Hauptrolle als Urmel aus. Von 2006 bis 2008 fungierte er als Spielleiter der Improvisationscomedy Frei Schnauze XXL auf RTL. In der Improvisationscomedy Schillerstraße bei Sat.1 wirkte Bach 2004, 2005 und 2009 mit.
Im April und Mai 2008 moderierte Bach die Show Power of 10 bei VOX. Vom Mai bis Juni 2008 stand er nach längerer Theaterbühnenabstinenz mit der Komödie Sein oder Nichtsein, einem Stück nach dem gleichnamigen Film von Ernst Lubitsch, auf der Bühne des Millowitsch-Theaters in Köln. 2009 moderierte er die Sendung Einfach Bach bei Sat.1. Im Sommer 2010 gehörte er zum Ensemble der Wormser Nibelungen-Festspiele.
In vielen seiner Produktionen arbeitete er eng mit Hella von Sinnen zusammen, die er aus den Zeiten einer gemeinsamen Kölner Wohngemeinschaft kannte. 2012 probte er im Schlosspark Theater Berlin für das Stück der Drehbühne Berlin Der kleine König Dezember von Axel Hacke, in dem er ab dem 6. Oktober die Hauptrolle hätte spielen sollen, aber fünf Tage vor der Premiere starb.

### Privatleben und gesellschaftliches Engagement
Seinen Lebensgefährten, einen Computerfachmann, kannte Bach seit 1995. Sie heirateten 1999 in Key West. Bach setzte sich für die Gleichberechtigung von Homosexuellen ein. So nahm er an der Aktion EinszuEins des Lesben- und Schwulenverbands in Deutschland teil, dessen Mitglied er war.
Bach unterstützte Amnesty International und die Organisation PETA, von der er 2001 mit dem Humanitarian Award ausgezeichnet wurde. 2008 erhielt er den Reminders Day Award für sein Engagement im Kampf gegen HIV und AIDS. 2007 war Bach Pate des Deutschen Kinderpreises.
Bach war Ehren- und Beiratsmitglied der AIDS-Hilfe Köln, er gehörte zu den größten Stiftern der Lebenshaus-Stiftung. Durch seine Benefiz-Konzertreihe Cover me wurden in zehn Jahren rund 350.000 Euro für den guten Zweck eingespielt. Das 1996 von Rita Süssmuth und Dirk Bach eingeweihte „Lebenshaus“, ein Hospiz für Aidskranke in Köln-Longerich, wurde 2013 im Gedenken an ihn in „Dirk-Bach-Haus“ umbenannt. Er war der Patenonkel von Luke Mockridge.

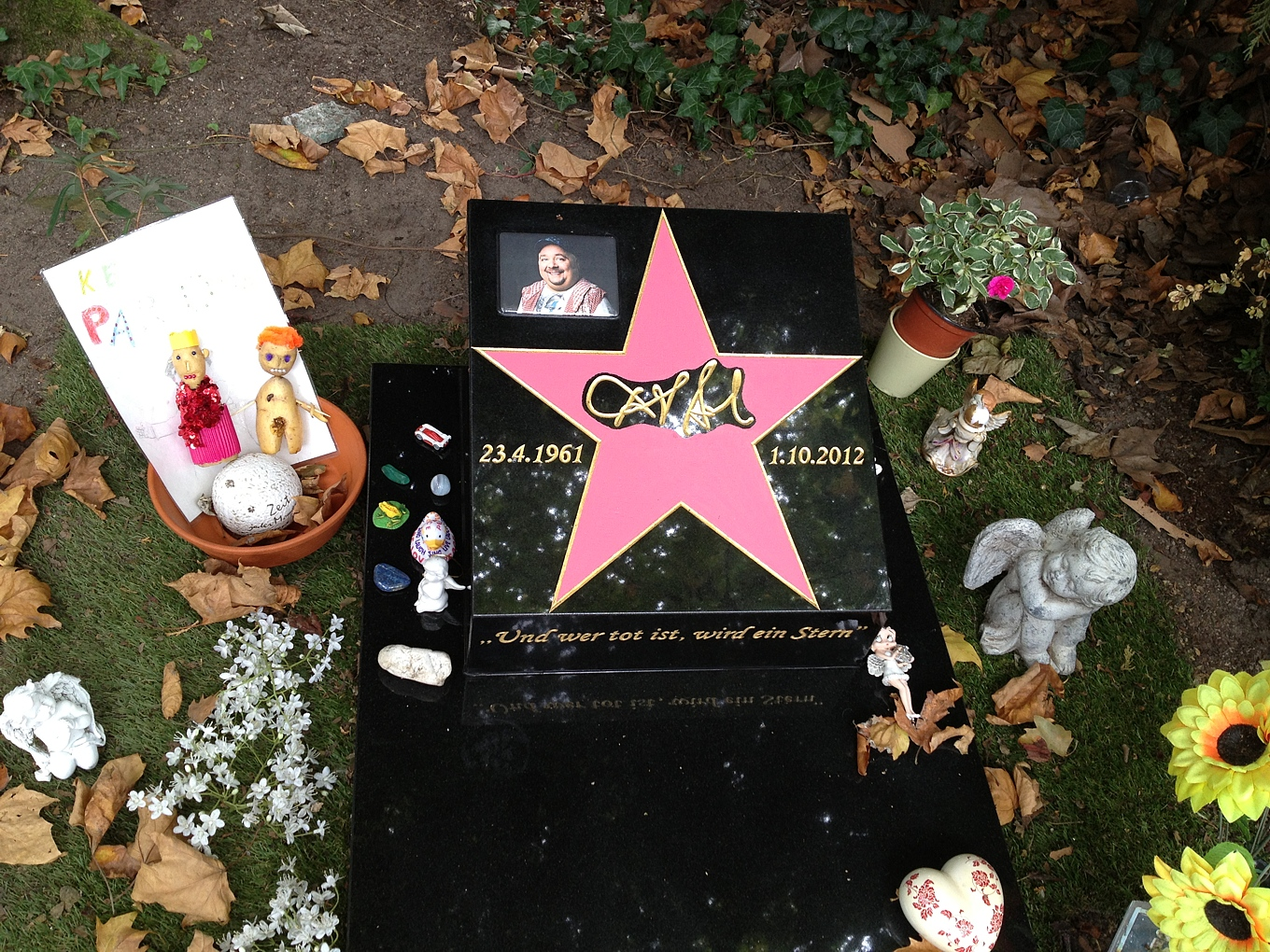
Dirk Bachs Grabstätte auf dem Kölner Melaten-Friedhof

### Tod
Am 1. Oktober 2012 wurde Dirk Bach im Alter von 51 Jahren in seinem Appartement in Berlin-Lichterfelde tot aufgefunden, wo er sich wegen einer anstehenden Theaterpremiere aufgehalten hatte. Die Staatsanwaltschaft Berlin teilte mit, dass Bach wegen Herzproblemen behandelt worden und wahrscheinlich an Herzversagen gestorben sei. In seiner Wohnung seien Medikamente gegen Bluthochdruck und Herzinsuffizienz sowie Cholesterinsenker gefunden worden, und es gebe keinen Hinweis auf einen fremdverschuldeten Tod. Am 7. Oktober 2012 wurde die Urne Bachs auf dem Kölner Melaten-Friedhof im engsten Familien- und Freundeskreis beigesetzt.

## Auszeichnungen
Für seine Darstellung des Lukas in der gleichnamigen Sitcom erhielt Bach 1996 den Telestar, 1999 den Deutschen Comedypreis sowie die Goldene Kamera 2001. 1990 wurde er für sein Kabarett-Programm Edgar mit dem Kleinkunstpreis Barocke Sau vom Bodensee ausgezeichnet. Diesen Preis erhielten neben Bach bis jetzt nur der Kabarettist Günter Grünwald (1989) und der Schauspieler Ottfried Fischer (1991). Mitte der 1990er Jahre wurde Bach der Kulturpreis Gilden-Kölsch-Preis verliehen. Am 7. Juni 2006 wurde er in die „Signs of Fame“ des völkerverbindenden Friedensprojektes Fernwehpark aufgenommen. 2007 erhielt er erneut den Deutschen Comedypreis, diesmal als Ensemblemitglied von Frei Schnauze XXL für die Beste Comedy-Show.
Seit 2014 befindet sich auf Bachs Grabstätte die Skulptur des Deutschen Comedypreises für die „Beste Moderation“ in der RTL-Sendung Ich bin ein Star – Holt mich hier raus!. Die pinkfarben umlackierte Auszeichnung steht in einem Glaskasten auf einem Podest neben Bachs Grab. Damit ausgezeichnet werden sollten 2013 seine Co-Moderatorin der Sendung, Sonja Zietlow, und sein Nachfolger Daniel Hartwich. Sie lehnten die Annahme des Preises aus Respekt für Bach ab, weil dieser die Ehrung verdient habe.
2025 wurde die Platzanlage an der Brüderstraße vor dem Kölner Schauspielhaus in Dirk-Bach-Platz benannt.

## Filmografie

### Filme
- 1983: Kiez – Aufstieg und Fall eines Luden
- 1984: Im Himmel ist die Hölle los
- 1984: Ich sage immer, wenn meine Haare gemacht sind und ich ein Paar schöne Schuhe trage, bin ich vollkommen angezogen (Kurzfilm)
- 1985: Peter macht den Acker frisch! (Fernsehfilm)
- 1985: Bas-Boris Bode (Fernsehserie)
- 1988: Krieg der Töne (TV-Experimentalfilm)
- 1989: Im Jahr der Schildkröte
- 1993: Kein Pardon
- 1995: Nich’ mit Leo
- 1997: Rendezvous des Todes (Fernsehfilm)
- 1998: Frau Rettich, die Czerni und ich
- 1999: Zum Sterben schön (Fernsehfilm)
- 2001: Das Rätsel des blutroten Rubins (Fernsehfilm)
- 2001: Der Mann, den sie nicht lieben durfte (Fernsehfilm)
- 2001: Der kleine Eisbär (Stimme von Caruso)
- 2003: Karlchens Parade
- 2003: Suche impotenten Mann fürs Leben
- 2003: Crazy Race
- 2004: Crazy Race 2 – Warum die Mauer wirklich fiel (Fernsehfilm)
- 2005: Popp Dich schlank! (Fernsehfilm)
- 2005: Urmel aus dem Eis (Fernsehfilm)
- 2005: Der kleine Eisbär 2 – Die geheimnisvolle Insel (Stimme von Caruso)
- 2006: Zwei zum Fressen gern (Fernsehfilm)
- 2006: Rock ’n’ Roll Wild Boys
- 2006: Crazy Race 3 – Sie knacken jedes Schloss (Fernsehfilm)
- 2007: ProSieben Märchenstunde – Des Kaisers neue Kleider (Fernsehfilm)
- 2008: African Race – Die verrückte Jagd nach dem Marakunda (Fernsehfilm)
- 2008: ProSieben Märchenstunde – Dornröschen (Fernsehfilm)
- 2008: Treuepunkte (Fernsehfilm)
- 2008: Tom und das Erdbeermarmeladebrot mit Honig (Zeichentrick-Fernsehserie)
- 2008: Dornröschen
- 2008: Il Giardino (Kurzfilm)
- 2008: Sunshine Barry und die Discowürmer (Stimme von Tito)
- 2009: Lauras Stern und der geheimnisvolle Drache Nian (Stimme von Nian)
- 2009: Oben (Stimme von Dug)
- 2011: Die Dschungelhelden – Operation: Südpol (Stimme von Maurice)
- 2011: Bauernfrühstück – Der Film
- 2012: ProSiebens 1001 Nacht – Die Karawane der verfluchten Jungfrauen (Fernsehfilm)

### Fernsehsendungen
- 1983–1984: Showbühne, BR, Moderation mit Billie Zöckler und Alfred Biolek
- 1986: Kir Royal (1 Folge)
- 1986: Geschichten aus der Heimat (Fernsehserie) Episode: Der Star des Abends
- 1992–1994: Dirk Bach Show
- 1994: Die Weltings vom Hauptbahnhof – Scheidung auf Kölsch
- 1994: Drei zum Verlieben
- 1995: Ich mag Tiere (Musikvideo von Creme 21)
- 1995: Marys verrücktes Krankenhaus
- 1996–2001: Lukas (64 Folgen)
- 1998: Varell & Decker (4 Folgen)
- 1999–2002: Oggy und die Kakerlaken (Erzähler)
- 2000–2007: Sesamstraße
- 2002: Deutscher Fernsehpreis (Moderation)
- 2002–2003: Der kleine Mönch (16 Folgen)
- 2003: Alphateam – Die Lebensretter im OP (Fernsehserie, Folge 8x01)
- 2003–2007: Genial daneben – Die Comedy Arena (12 Folgen)
- 2004: Die größten TV Hits aller Zeiten (Moderation)
- 2004–2006: Mania (Moderation)
- 2004–2012: Ich bin ein Star – Holt mich hier raus! (Moderation)
- 2004–2011: Schillerstraße (21 Folgen)
- 2005–2009: Tom und das Erdbeermarmeladebrot mit Honig (Sprecher)
- 2006: Die Promiküche – Kochspass mit Dirk Bach (9 Folgen)
- 2006–2008: Frei Schnauze/Frei Schnauze XXL
- 2009: Einfach Bach!
- 2010: Verbotene Liebe (2 Folgen)
- 2011: Die ARGE Talk Show (Donnerstag Nacht)
- 2012: Krömer – Late Night Show (2 Folgen)
- 2012: NeoParadise

## Theater
- 1993: Der Marquis schreibt einen unerhörten Brief (nach dem Roman von Javier Tomeo) als Marquis am Schauspielhaus Köln
- 2000: Die Schöne und das Biest (Stuttgart) als Herr von Unruh
- 2001: Der Glöckner von Notre Dame (Berlin) als Antoine
- 2011: Die Mätresse des Königs, Regie: Dieter Wedel Komponist: Ludwig Auwald, als Hofnarr Fröhlich, Open-Air-Aufführung im Dresdner Zwinger[24]
- 2011–2012: Kein Pardon – Das Musical (Düsseldorf) als Heinz Wäscher

## Buch
- Stefanie Koch (Hrsg.): Vegetarisch Schlemmen. vgs, Köln 2005, ISBN 3-8025-1680-X. (mit Ruprecht Stempell)

## Hörbücher
- Frei nach Karl May – Ja uff erstmal … – Winnetou unter Comedy-Geiern: Hörspiel, 2000 (zusammen mit Jürgen von der Lippe, Rüdiger Hoffmann, Herbert Knebel, Hella von Sinnen, Bastian Pastewka, Mike Krüger, Bernd Stelter, Frank Zander und Till Hoheneder), ISBN 978-3-8371-1181-1
- Der fünfte Elefant (Lesung des gleichn. Romans von Terry Pratchett), BMG Wort (Sony Music), 2000, ISBN 3-89830-126-5 (Lesung, Gekürzt auf 3 CDs, Ungekürzt als Download)
- Ensel und Krete (herausgegeben von Walter Moers), Roman, 2000, ISBN 3-8218-5164-3 (Lesung, 5 CDs)
- Wilde Reise durch die Nacht (Lesung des gleichn. Romans von Walter Moers), Roman, 2001, ISBN 3-8218-5171-6 (Lesung, 4 CDs)
- Die volle Wahrheit (Lesung des gleichn. Romans von Terry Pratchett), BMG Wort, 2001, ISBN 3-89830-275-X (Lesung, Gekürzt auf 3 CDs, Ungekürzt als Download)
- Der Zeitdieb (Lesung des gleichn. Romans von Terry Pratchett), Random House Audio, 2002, ISBN 3-89830-419-1 (Lesung, Gekürzt auf 3 CDs, Ungekürzt als Download)
- Rumo & Die Wunder im Dunkeln (Lesung des gleichn. Romans von Walter Moers), Roman, 2003, ISBN 3-89903-172-5 (Lesung, 21 CDs)
- Die Stadt der Träumenden Bücher (Lesung des gleichn. Romans von Walter Moers), Roman, 2004, ISBN 3-89903-225-X (Lesung, 14 CDs)
- Die 13½ Leben des Käpt’n Blaubär (Lesung des gleichn. Romans von Walter Moers), Eichborn Verlag, Frankfurt a. M. 2006, ISBN 978-3-8218-5159-4 (Lesung, 16 CDs, 1101 Min.)
- Die Mumins. Eine drollige Gesellschaft. (Lesung des gleichn. Romans von Tove Jansson [Autorin], Verlag: Patmos; Auflage: 1 [15. August 2006], ISBN 978-3-491-24129-9 [Lesung, 2 CDs])
- Sturm im Mumintal. (Lesung des gleichn. Romans von Tove Jansson [Autorin], Verlag: Patmos; Auflage: 1 [2006], ISBN 978-3-491-24137-4 [Lesung, 2 CDs])
- Geschichten aus dem Mumintal. (Lesung der gleichn. Kurzgeschichtensammlung von Tove Jansson [Autorin], Verlag: Patmos; [2007], ISBN 978-3-491-24138-1 [Lesung, 2 CDs])
- Der Fönig – Ein Moerschen (Lesung der gleichn. Erzählung von Walter Moers), Roman, 2007, ISBN 978-3-8218-5222-5 (Lesung, 1 CD)
- Die drei ??? – Feuermond. Hörspiel, 2008, in der Rolle des Charles Knox
- Eine Schultüte voller Geschichten. (herausgegeben von Max Kruse), Der Audio Verlag (DAV), Berlin, 2010, ISBN 978-3-89813-957-1, (Lesung, 2 CDs, 158 Min.)
- Wo der Weihnachtsmann wohnt und andere Geschichten (Lesung der weihnachtlichen Erzählungen von Mauri Kunnas), Verlagsgruppe Oetinger, Hamburg, 2010, ISBN 978-3-8373-0526-5 (Lesung, 1 CD, 78 Min.)
- Geschichten vom Urmel. Sechs Abenteuer aus Titiwu. (Zusammenstellung aus der Urmel-Reihe von Max Kruse), Argon Verlag, Berlin 2021, ISBN 978-3-8398-4994-1.
- „Die Darwin Awards für die skurrilsten Arten, zu Tode zu kommen“, Hoffmann und Campe, 2002 (zusammen mit Hella von Sinnen), ISBN 978-3-455-30267-7